# Denkmäler der Volksrepublik China (Tibet)
Die folgende Tabelle bietet eine Übersicht zu sämtlichen Denkmälern im Autonomen Gebiet Tibet (Abk. Zang), die auf der Denkmalliste der Volksrepublik China stehen:
| Deutsche Bezeichnung                                                                                     | chinesischer Name (Pinyin)                                                                | Beschluss | Kreis/Ort            | Zeit                                                                        | Bild |
| --- | ----------------------------------------------------------------------------------------- | --------- | -------------------- | --------------------------------------------------------------------------- | ---- |
| Ruine der Festung zum Widerstand gegen die britischen Aggressoren am Zongshan-Berg (Festung von Gyangzê) | 江孜宗山抗英遗址 (Jiangzi Zongshan kang Ying yizhi)                                       | 1-5       | Kreis Gyangzê        | 1904                                                                        |      |
| Jokhang-Kloster                                                                                          | 大昭寺 (Dazhao si)                                                                        | 1-81      | Lhasa                | erstmals in der Mitte des 7. Jahrhunderts (Tang-Dynastie) gebaut            |      |
| Changzhub-Kloster                                                                                        | 昌珠寺 (Changzhu si)                                                                      | 1-82      | Kreis Nêdong         | erstmals im 7. Jahrhundert (Tang-Dynastie) gebaut                           |      |
| Sagya-Kloster                                                                                            | 萨迦寺 (Sajia si)                                                                         | 1-95      | Kreis Sa’gya         | erstmals 1073 (Song- bis Yuan-Dynastie) gebaut                              |      |
| Potala-Palast                                                                                            | 布达拉宫 (Budala gong)                                                                    | 1-107     | Lhasa                | erstmals im 7. Jahrhundert gebaut, 1645 ausgebaut (Tang- bis Qing-Dynastie) |      |
| Gandain-Kloster                                                                                          | 噶丹寺 (Gadan si)                                                                         | 1-108     | Kreis Dagzê          | Erstmals 1409 (Ming-Dynastie) gebaut                                        |      |
| Tashilhunpo-Kloster                                                                                      | 扎什伦布寺 (Zhashilunbu si)                                                               | 1-109     | Samzhubzê            | erstmals 1447 (Ming-Dynastie) gebaut                                        |      |
| Ruine des Königreichs Guge                                                                               | Guge wangguo yizhi 古格王国遗址                                                           | 1-161     | Kreis Zanda          | 11. Jahrhundert                                                             |      |
| Gräber der tibetischen Könige                                                                            | 藏王墓 (Zangwang mu)                                                                      | 1-174     | Kreis Qonggyai       | vom 7. bis 9. Jahrhundert (Tang-Dynastie) gebaut                            |      |
| Zhaibung-Kloster                                                                                         | 哲蚌寺 (Zhebang si)                                                                       | 2-27      | Lhasa                | erstmals 1416 (Ming-Dynastie) gebaut                                        |      |
| Sêra-Kloster                                                                                             | 色拉寺 (Sela si)                                                                          | 2-28      | Lhasa                | erstmals 1419 (Ming-Dynastie) gebaut                                        |      |
| Norbulingka                                                                                              | 罗布林卡 (Luobulinka)                                                                     | 3-96      | Lhasa                | erstmals 1755 (Qing-Dynastie) gebaut                                        |      |
| Xalu-Kloster                                                                                             | 夏鲁寺 (Xialu si)                                                                         | 3-118     | Samzhubzê            | erstmals 1087 (Yuan- bis Ming-Dynastie) gebaut                              |      |
| Karub-Stätte                                                                                             | 卡若遗址 (Karuo yizhi)                                                                    | 4-19      | Stadtbezirk Karub    | späte Phase der Jungsteinzeit (vor etwa 4000 bis 5000 Jahren)               |      |
| Samye-Kloster                                                                                            | 桑耶寺 (Sangye si)                                                                        | 4-90      | Kreis Zhanang        | erstmals 762 (Tang-Dynastie) gebaut                                         |      |
| Toding-Kloster                                                                                           | 托林寺 (Tuolin si)                                                                        | 4-110     | Kreis Zanda          | erstmals 996 (Song-Dynastie) gebaut                                         |      |
| Zhatang-Kloster                                                                                          | 扎塘寺 (Zhatang si)                                                                       | 4-111     | Kreis Zhanang        | erstmals 1081 (Song-Dynastie) gebaut                                        |      |
| Baiju-Kloster                                                                                            | 白居寺 (Baiju si)                                                                         | 4-160     | Kreis Gyangzê        | erstmals 1427 (Ming-Dynastie) gebaut                                        |      |
| Palast Lhagyili                                                                                          | 拉加里王宫遗址 (Lajiali wanggong yuzhi)                                                   | 5-109     | Kreis Qusum          | vom 13. bis 18. Jahrhundert                                                 |      |
| Lieshan-Friedhöfe                                                                                        | 烈山墓地 (Lieshan mudi)                                                                   | 5-181     | Kreis Nang Dzong     | vom 7. bis 9. Jahrhundert (Tang-Dynastie)                                   |      |
| Gyidui-Gräbergruppen der Tubo-Dynastie                                                                   | 吉堆吐蕃墓群 (Jidui Tubo muqun)                                                           | 5-182     | Kreis Lhozhag        | vom 7. bis 9. Jahrhundert (Tang-Dynastie)                                   |      |
| Landgut Nanseling                                                                                        | 朗色林庄园 (Langselin zhuangyuan)                                                         | 5-407     | Kreis Zhanang        | Ming-Dynastie                                                               |      |
| Qoide-Kloster, Zhomalhakang, Stele für Gesandte der Tang-Dynastie nach Indien                            | 曲德寺 (Qude si), 卓玛拉康 (Zhuoma lakang), 大唐天竺使出铭 (Da Tang Tianzhu shi chu ming) | 5-408     | Kreis Gyirong        | 10. Jahrhundert, 1274, 658                                                  |      |
| Serkagotog-Kloster                                                                                       | 色喀古托寺 (Sekagutuo si)                                                                 | 5-409     | Kreis Lhozhag        | erstmals 1080 gebaut                                                        |      |
| Kegjia-Kloster                                                                                           | 科迦寺 (Kejia si)                                                                         | 5-410     | Kreis Burang         | erstmals 996 gebaut                                                         |      |
| Ramoqê-Tempel                                                                                            | 小昭寺 (Xiaozhao si)                                                                      | 5-411     | Lhasa                | erstmals 641 gebaut                                                         |      |
| Ghyirulhakang                                                                                            | 吉如拉康 (Jirulakang)                                                                     | 5-412     | Kreis Nêdong         | erstmals im 8. Jahrhundert gebaut (Tang- bis Qing-Dynastie) gebaut          |      |
| Chamoshin-Gräbergruppen                                                                                  | 查木钦墓群 (Chamuqin muqun)                                                               | 6-283     | Kreis Lhazê          | Tang-Dynastie                                                               |      |
| Sumkar-Steinstupa                                                                                        | 松卡石塔 (Songka shita)                                                                   | 6-762     | Kreis Zhanang        | Tang-Dynastie                                                               |      |
| Nytang Zholma Lhakang                                                                                    | 聂塘卓玛拉康 (Nietang Zhuoma lakang)                                                      | 6-763     | Kreis Qüxü (Nyêtang) | Song-Dynastie                                                               |      |
| Große Chagyima-Halle                                                                                     | 查杰玛大殿 (Chajiema dadian)                                                              | 6-764     | Stadtbezirk Karub    | Yuan- bis Qing-Dynastie                                                     |      |
| Mindroling-Kloster                                                                                       | 敏竹林寺 (Minzhulin si)                                                                   | 6-765     | Kreis Zhanang        | Ming-Dynastie                                                               |      |
| Puncogling-Kloster                                                                                       | 平措林寺 (Pingcuolin si)                                                                  | 6-766     | Kreis Lhazê          | Ming-Dynastie                                                               |      |
| Bamna-Kloster                                                                                            | 邦纳寺 (Bangna si)                                                                        | 6-767     | Kreis Sog            | Ming-Dynastie                                                               |      |
| Kamsum-Sangkaling-Kloster                                                                                | 康松桑卡林 (Kangsong sengkalin)                                                           | 6-768     | Kreis Zhanang        | Qing-Dynastie                                                               |      |